# 高知労働局
高知労働局（こうちろうどうきょく）は、高知県高知市にある日本の都道府県労働局で、高知県を管轄している。

## 所在地
- 本局 高知市南金田1番39号 労働総合庁舎

## 組織
局長
- 総務部
  - 総務課、企画室、総合労働相談コーナー、労働保険徴収室
- 労働基準部
  - 監督課、健康安全課、賃金室、労災補償課
- 職業安定部
  - 職業安定課、職業対策課、求職者支援室
- 雇用均等室

## 出先機関
- 労働基準監督署（4署）
  - 高知労働基準監督署（高知市）
  - 須崎労働基準監督署（須崎市）
  - 四万十労働基準監督署（四万十市）
  - 安芸労働基準監督署（安芸市）

- 公共職業安定所（ハローワーク、5所1出張所）
  - 高知公共職業安定所（高知市）
    - 香美出張所（香美市）

  - 須崎公共職業安定所（須崎市）
  - 四万十公共職業安定所（四万十市）
  - 安芸公共職業安定所（安芸市）
  - いの公共職業安定所（吾川郡いの町）

## 管轄
- 高知県全域

## 交通アクセス
JR高知駅（南口）より東へ徒歩約10分。
路線バスではとさでん交通「太田川橋」バス停下車徒歩3分